# 57 v. Chr.
Portal Geschichte | Portal Biografien | Aktuelle Ereignisse | Jahreskalender | Tagesartikel

◄ |
2. Jahrhundert v. Chr. |
1. Jahrhundert v. Chr. |
1. Jahrhundert |
►

◄ | 70er v. Chr. | 60er v. Chr. | 50er v. Chr. | 40er v. Chr. |
30er v. Chr. |
►

◄◄ | ◄ | 60 v. Chr. | 59 v. Chr. | 58 v. Chr. | 57 v. Chr. |
56 v. Chr. |
55 v. Chr. |
54 v. Chr. |
► |
►►
Staatsoberhäupter

## Ereignisse

### Römisches Reich
- Schlacht von Octodurum (Martigny). Der Versuch der Römer, durch Galba die direkte Verbindung zwischen Italien und Nordgallien (Großer St.-Bernhard-Pass) zu sichern, scheitert vorerst.
- Unterwerfung der Belger durch Caesar.

### Partherreich
- Mithridates IV. und sein Bruder Orodes II. ermorden ihren Vater Phraates III. und besteigen gemeinsam den Thron als Könige der Parther.

### Korea

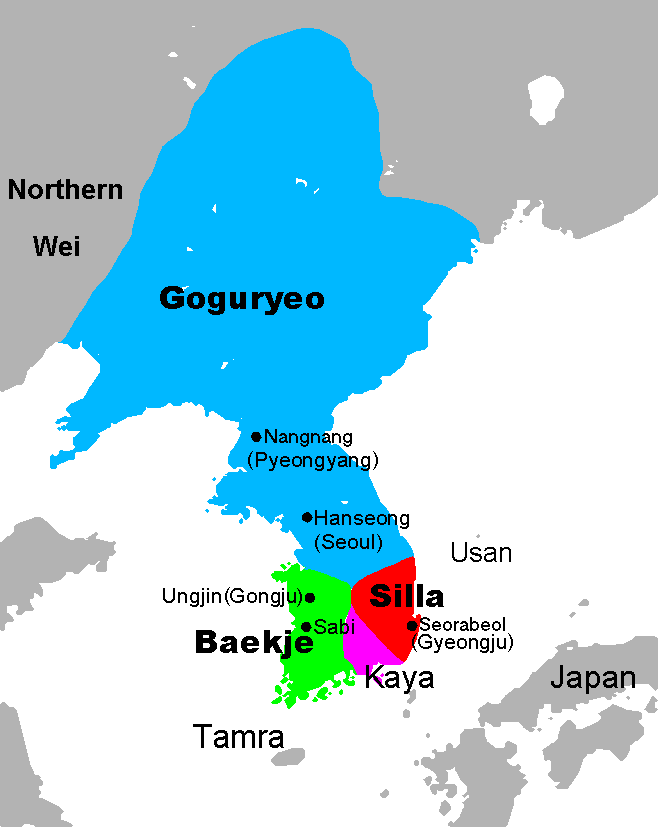
Karte der vier Reiche auf der koreanischen Halbinsel am Ende des 5. Jahrhunderts

- Das Königreich Saro (Silla) im Südosten der Halbinsel Korea gewinnt seine Unabhängigkeit von der chinesischen Han-Dynastie. Damit beginnt die Zeit der drei Reiche von Korea.

## Gestorben
- Phraates III., parthischer König

- um 57 v. Chr.: Kleopatra VI., ägyptische Königin (* um 95 v. Chr.)